# 刘家台乡
刘家台乡，是中华人民共和国河北省保定市满城区下辖的一个乡镇级行政单位。

## 行政区划
刘家台乡下辖以下地区：
刘家台村、东高士庄村、西高士庄村、白沙村、长角台村、慈家台村、车厂村、龙居村和黄龙寺村。